# Мечеть Ханлара
Мечеть Ханлара — розташована в столиці Азербайджану, місті Баку, в її історичній частині Ічері-Шехер, є однією з останніх релігійних пам'яток, побудованих на території Ічерішехер.

## Історія
Споруджена наприкінці XIX століття на замовлення меценатами братів Ханларових і розташована поруч із будинком, за проектом архітектора Мешаді Мірза Гафар Ісмайлова.
У плані є у вигляді подовженого чотирикутника розташована в одному ряду з житловими кварталами. Вхід мечеті поділено на три частини. Мечеть прикрашена візерунками рослинного орнаменту.
Нині використовується як житловий будинок.